# Magnus I di Brunswick-Wolfenbüttel
Magnus I di Brunswick-Wolfenbüttel detto il Pio (1304 circa – 15 giugno o 15 agosto 1369) fu Duca di Brunswick-Lüneburg e principe di Wolfenbüttel.

## Biografia
Figlio di Alberto il Grasso, duca di Brunswick-Lüneburg, era ancora minorenne quando suo padre morì nel 1318. Lui ed il fratello Ernesto vennero quindi affidati alla tutela del fratello maggiore Ottone, che continuò a regnare come unico governante anche dopo che i fratelli raggiunsero l'età adulta.
Dopo aver sposato Sofia di Brandeburgo, nipote di Ludovico il Bavaro, venne nominato dall'imperatore stesso, nel 1333, margravio di Landsberg e conte palatino di Sassonia e fissò la sua residenza a Sangerhausen.
Quando Ottone morì, nel 1344, Magnus ed Ernesto ottennero congiuntamente il governo dello Stato, ma il 17 aprile 1345 essi si accordarono per spartire i territori: Magnus ricevette quindi il principato di Wolfenbüttel.
Nel 1346 scoppiò una guerra sui confini tra il Wolfenbüttel e l'arcivescovo di Magdeburgo. In cambio di un aiuto in questo conflitto, Magnus I vendette il margraviato di Landsberg al margravio Federico II di Meißen; ciononostante l'arcivescovo conquistò Schöningen nel 1347, e Magnus dovette quindi cedere Hötensleben ed altri possedimenti all'arcivescovado. Finanziariamente distrutto dallo sforzo bellico, Magnus non poté impedire alle città del principato di acquisire sempre più diritti e privilegi, in special modo la città di Braunschweig, che divenne via via più potente.
Nel 1348, l'Imperatore diede Landsberg e la Contea Palatina di Sassonia al principe Bernardo di Anhalt; il nascente contrasto su questi territori tra Magnus e Bernardo venne risolto amichevolmente con il matrimonio tra il figlio di Magnus, Magnus II, e Caterina, figlia di Valdemaro, principe di Anhalt.
Magnus tentò di assicurare il principato di Lüneburg al figlio Ludovico, in modo che in futuro potesse venire riunito al Wolfenbüttel. Il principe di Lüneburg, Guglielmo II, anch'esso duca di Brunswick-Lüneburg, e appartenente alla stessa dinastia di Magnus, la casa di Welfen, non aveva figli maschi, ma prima di accettare la proposta di Magnus, aveva già promesso il principato al nipote, figlio di sua figlia Elisabetta e del duca di Sassonia-Wittenberg. Nacque così un lungo conflitto che culminò nella guerra di successione di Lüneburg, terminato solo nel 1388.
Nel 1367 Magnus si alleò con Dietrich Kagelwit, arcivescovo di Magdeburgo, Alberto, vescovo di Halberstadt, il principe Valdemaro di Anhalt, in una campagna militare contro Gerardo di Berg, vescovo di Hildesheim; il 3 settembre vennero però sconfitti in una battaglia nei pressi di Farmsen e Dinklar. Magnus venne fatto prigioniero e dovette pagare per essere liberato.
Morì nell'estate del 1369.

## Matrimonio e discendenza
Nel 1327 circa Magnus sposò Sofia (morta nel 1356), figlia del margravio Enrico I di Brandeburgo. I figli che raggiunsero l'età adulta furono i seguenti:
- Magnus II (circa 1328 – Leveste, 26 luglio 1373);
- Ludovico (morto il 5 novembre 1367);
- Alberto, principe arcivescovo di Brema (morto a Verden, il 14 aprile 1395);
- Enrico, prevosto della cattedrale di Halberstadt (morto dopo il 26 gennaio 1382);
- Ernesto, duca in Blankenau (morto dopo il 26 febbraio 1385];
- Matilde (morta dopo il 28 giugno 1354), sposò Bernardo III, principe di Anhalt;
- Elena, sposò Ottone, conte di Hoya;
- Agnese, sposò Eric, conte di Hoya.

## Ascendenza
|                                    |                   |                                 | Genitori                    |  |  | Nonni |  |  | Bisnonni                       |  |  | Trisnonni               |  |
|                                    |                   |                                 |                             |  |  |       |  |  | Ottone I di Brunswick-Lüneburg |  |  | Guglielmo di Winchester |  |
|                                    |                   |                                 |                             |  |  |       |  |  | Ottone I di Brunswick-Lüneburg |  |  | Guglielmo di Winchester |  |
|                                    |                   | Elena di Danimarca              |                             |  |  |       |  |  | Ottone I di Brunswick-Lüneburg |  |  |                         |  |
| Alberto I di Brunswick-Lüneburg    |                   |                                 |                             |  |  |       |  |  | Ottone I di Brunswick-Lüneburg |  |  |                         |  |
|                                    |                   | Matilda del Brandeburgo         | Alberto II di Brandeburgo   |  |  |       |  |  |                                |  |  |                         |  |
|                                    |                   | Matilda del Brandeburgo         | Alberto II di Brandeburgo   |  |  |       |  |  |                                |  |  |                         |  |
|                                    |                   | Matilda del Brandeburgo         | Matilda di Lusazia          |  |  |       |  |  |                                |  |  |                         |  |
| Alberto II di Brunswick-Lüneburg   |                   | Matilda del Brandeburgo         |                             |  |  |       |  |  |                                |  |  |                         |  |
|                                    |                   | Bonifacio II degli Aleramici    | Guglielmo VI del Monferrato |  |  |       |  |  |                                |  |  |                         |  |
|                                    |                   | Bonifacio II degli Aleramici    | Guglielmo VI del Monferrato |  |  |       |  |  |                                |  |  |                         |  |
|                                    |                   | Bonifacio II degli Aleramici    | Berta di Clavesana          |  |  |       |  |  |                                |  |  |                         |  |
| Alessia del Monferrato             |                   | Bonifacio II degli Aleramici    |                             |  |  |       |  |  |                                |  |  |                         |  |
|                                    |                   | Margherita di Savoia            | Amedeo VI di Savoia         |  |  |       |  |  |                                |  |  |                         |  |
|                                    |                   | Margherita di Savoia            | Amedeo VI di Savoia         |  |  |       |  |  |                                |  |  |                         |  |
|                                    |                   | Margherita di Savoia            | Margherita di Borgogna      |  |  |       |  |  |                                |  |  |                         |  |
| Magnus I di Brunswick-Wolfenbüttel |                   | Margherita di Savoia            |                             |  |  |       |  |  |                                |  |  |                         |  |
|                                    | Nicola I di Werle | Enrico Borwin II di Meclemburgo |                             |  |  |       |  |  |                                |  |  |                         |  |
|                                    | Nicola I di Werle | Enrico Borwin II di Meclemburgo |                             |  |  |       |  |  |                                |  |  |                         |  |
|                                    | Nicola I di Werle | Cristina                        |                             |  |  |       |  |  |                                |  |  |                         |  |
| Enrico I di Werle                  | Nicola I di Werle |                                 |                             |  |  |       |  |  |                                |  |  |                         |  |
|                                    |                   | …                               | …                           |  |  |       |  |  |                                |  |  |                         |  |
|                                    |                   | …                               | …                           |  |  |       |  |  |                                |  |  |                         |  |
|                                    |                   | …                               | …                           |  |  |       |  |  |                                |  |  |                         |  |
| Rixa di Werle                      |                   | …                               |                             |  |  |       |  |  |                                |  |  |                         |  |
|                                    |                   | …                               | …                           |  |  |       |  |  |                                |  |  |                         |  |
|                                    |                   | …                               | …                           |  |  |       |  |  |                                |  |  |                         |  |
|                                    |                   | …                               | …                           |  |  |       |  |  |                                |  |  |                         |  |
| Rikissa Birgersdotter              |                   | …                               |                             |  |  |       |  |  |                                |  |  |                         |  |
|                                    |                   | …                               | …                           |  |  |       |  |  |                                |  |  |                         |  |
|                                    |                   | …                               | …                           |  |  |       |  |  |                                |  |  |                         |  |
|                                    |                   | …                               | …                           |  |  |       |  |  |                                |  |  |                         |  |
|                                    |                   | …                               |                             |  |  |       |  |  |                                |  |  |                         |  |